# 10217 Richardcook
10217 Richardcook este un asteroid din centura principală de asteroizi.

## Descriere
10217 Richardcook este un asteroid din centura principală de asteroizi. A fost descoperit pe 27 septembrie 1997 la Haleakala în cadrul programului NEAT. Asteroidul prezintă o orbită caracterizată de o semiaxă mare de 2,62 ua, o excentricitate de 0,26 și o înclinație de 13,2° în raport cu ecliptica.